# Abelardo Barroso
Abelardo Barroso Dargeles (Habana, 21 de septiembre de 1905-ibidem 27 de septiembre de 1972) fue el primer cantante de son cubano conocido como sonero mayor y reconocido así por el público. Fue cantante del Sexteto Habanero en 1925 y grabó con el Sexteto Boloña de Alfredo Boloña en 1926. También, en 1927, fue cantante del Septeto Nacional de Ignacio Piñeiro. Con todas esas agrupaciones grabó muchos temas en la ciudad de Nueva York, y permaneció en el gusto del público durante toda su carrera.
En 1930 se unió al grupo de variedades Salmerón, con el que realizó una gira por España. Al volver a Cuba en 1931, se une a la Orquesta Ernesto Muñoz y en 1933 funda la charanga López & Barroso con Orestes López, al mismo tiempo que alternaba con el Sexteto Universo. En 1935 funda el Sexteto Pinin. y también actuó con las bandas de Andrés Laferté y Everado Ordaz. En 1939, se unió a la importante charanga Maravillas del Siglo y realizó presentaciones en Radio COCO.
Durante los años 1940s trabajó en el cabaret Sans-Souci hasta 1948, cuando pasa a ser cantante de la Banda de la Policía Nacional. 
Finalmente creó su propia banda, la Orquesta Sensación, una charanga de primera clase. Ganaron un disco de oro por su canción En Guantánamo y Arráncame la vida. Con esta orquesta se presentó en Miami en 1957 y en Nueva York en 1959 y 1960. Abelardo se retiró en 1969.